# Santa Margarida del Pla
Santa Margarida del Pla és una obra del municipi de Castellgalí (Bages) inclosa en l'Inventari del Patrimoni Arquitectònic de Catalunya.

## Localització
L'edifici se situa en una vall entre el Talló i el serrat de la Llangotera, per aquesta mateixa vall circula esporàdicament el torrent de la Casa Nova.
L'església domina la petita esplanada adjacent que comparteix amb cal Borrós i se situa uns metres al nord de cal Ponç.

## Descripció

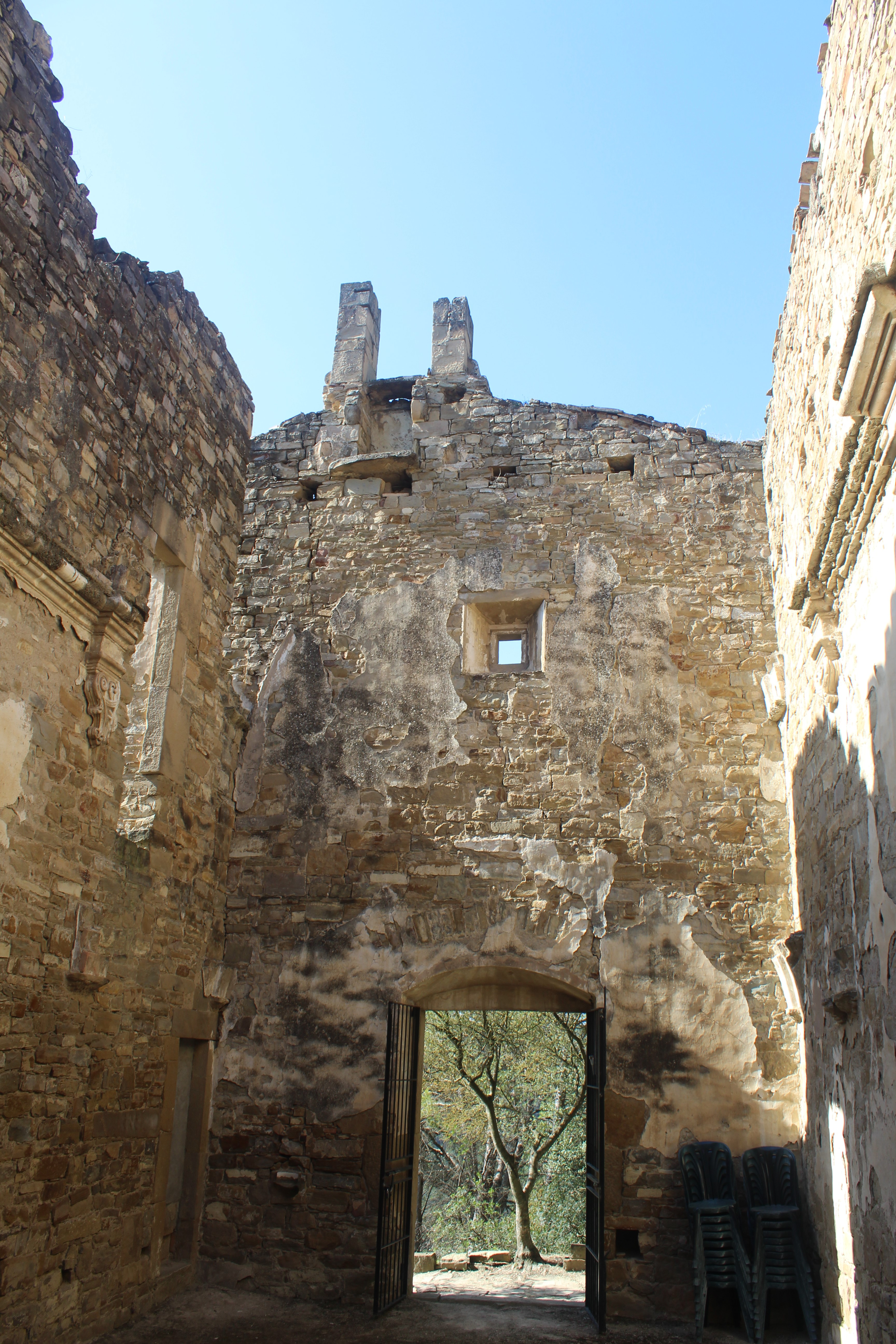
L'interior de l'església mirant cap a la porta de ponent.

Església de planta rectangular de la que només es conserven els murs laterals, la façana i la capçalera. Al segle xviii s'allargà la nau, s'aixecà el sostre i es decorà l'interior amb motllures barroques de les quals avui se'n conserva la part d'on arrencava la volta. Hi ha restes d'un campanar d'espadanya, de les escales del cor i es manté en peu la sagristia. També s'hi poden veure els forats d'un retaule a la paret de l'altar major. Té edificis situats al seu entorn que podrien respondre a una casa ermitana. Aquest edifici té volta d'arc de pedra, un forn de pa i una cuina.

## Història
L'església apareix citada el 1225. Acollí un petit priorat de donades a la regla de Sant Agustí. El 1772 (inscripció a la llinda de la porta de la sagristia) es canvià l'estructura primitiva. El 1936 fou profanada i el 1958 se n'ensorrà la volta.

## Festivitats
El tercer diumenge de cada mes d'octubre s'hi celebra l'aplec de Santa Margarida, una festivitat organitzada pel museu de Castellgalí durant la qual es realitzen diverses activitats a l'entorn de l'ermita (com un dinar, actuacions, una missa i jocs de cucanya) i se'n fa repicar la campana. L'edició d'enguany era la 32ª.